# Przegląd Społeczny (1886–1887)
Przegląd Społeczny – miesięcznik wydawany we Lwowie w od stycznia 1886 do lipca 1887 przez Bolesława Wysłoucha. 
Grupą, która licznie zasilała łamy „Przeglądu” , byli socjaliści z Bolesławem Limanowskim na czele, a także młodzi marksiści, którzy tu recenzowali m.in. Kapitał Marksa. Ale nie oni wyłącznie decydowali o obliczu pisma. Pisywali w nim także m. in: Iwan Franko, Zygmunt Balicki, Zygmunt Miłkowski, Kazimierz Dłuski, Florian Bohdanowicz, Wilhelm Feldman, Franciszek Rawita-Gawroński, Antoni Złotnicki, Witold Lewicki, Władysław Podgórski, Edward Przewóski, Henryk Biegeleisen, Alfred Nossig. Nowele zamieszczali Kazimierz Marcin Sosnowski, Michał Wołowski. Wiersz zamieścił Jan Kasprowicz.
Według Bolesława Wysłoucha program czasopisma miał być ludowym, bo po pierwsze chce tego etyka społeczna, a po wtóre wyzwolić miał świadomą i energiczną pracę nad rozwiązaniem społecznego postępu. Wysłouch publikował na łamach pisma Szkice programowe, w których analizował istniejące stosunki społeczne i nakreślał utopijno-solidarystyczny program w kwestii narodowej. Przegląd Społeczny odegrał istotną rolę w kształtowaniu się galicyjskiego ruchu ludowego. 